# توکانتینس
توکانتینس (لهجهٔ پرتغالی: [tokɐ̃ˈtʃĩs]) یکی از ایالتهای مرکزی کشور برزیل است.
این ایالت در سال ۱۹۸۸ ایجاد شد و جوان‌ترین ایالت برزیل به حساب می‌آید.